# 大宮松鼠VENTUS
大宮松鼠VENTUS（日语：大宮アルディージャVENTUS）是一支位於埼玉縣埼玉市 的日本女子足球俱樂部，成立於2020年並參加日本職業女子足球聯賽，俱樂部的運營公司是NTT體育社區株式會社，主場為NACK5體育場大宮。球隊在2021年秋季加入日本女子職業足球聯賽，並承繼FC十文字VENTUS的名稱和資源。
2020年10月15日，由大宮松鼠的營運公司NTT體育社區株式會社成立新的女子足球隊，這支球隊將於2021年秋季加入日本女子足球聯賽。2021年1月12日，球隊更名為大宮松鼠VENTUS（日语：大宮アルディージャVENTUS），並宣佈將繼承日本女子足球聯賽的FC十文字VENTUS。擔任主教練的是岡本武行，總監督是佐佐木則夫。

## 外部連結
- 官方网站
- 大宮アルディージャVENTUS 公式的X（前Twitter）
- 大宮アルディージャVENTUS Official的Instagram帳戶
- YouTube上的ArdijaOfficial頻道
- 大宮アルディージャVENTUS【公式】的TikTok